# Slim Aarons
Pour les articles homonymes, voir Aarons.
Slim Aarons, né George Allen Aarons (29 octobre 1916, Manhattan – 29 mai 2006, Montrose, New York), est un photographe américain connu pour ses photographies de la jet set et de la haute société dans les années 1950, 1960 et 1970.

## Biographie
À l’âge de 18 ans, Slim Aarons s’enrôle dans l’armée américaine (Eighth Army Division) et travaille comme photographe à l’académie militaire de West Point avant de devenir reporter de guerre lors de la Seconde Guerre mondiale où il est décoré de la Purple Heart. Aarons disait que les combats lui avaient enseigné que la seule plage qui valait la peine qu’on y débarque était celle qui était « ornée de ravissantes jeunes femmes dénudées, bronzant sous un soleil tranquille. »
Après la guerre, Aarons rejoint la Californie et commence à photographier des célébrités idéalisées, dans des endroits magnifiques, à la manière de natures mortes. C’est là qu’il prend la photographie la plus admirée, Kings of Hollywood, une photo du nouvel an 1957 représentant Clark Gable, Van Heflin, Gary Cooper et Jimmy Stewart se détendant dans un bar en tenue de ville. Le travail d’Aarons apparaît dans Life, Town & Country, Holiday, Travel and Leisure.
Aarons n’a jamais eu recours, pour ses photographies, à un quelconque styliste ou maquilleur ou à qui que soit mais seulement à la lumière naturelle.
Aarons a bâti sa carrière sur ce qu’il appelle « photographier des gens attirants faisant des choses attirantes dans des endroits attirants ». « Je connaissais tout le monde », déclare-t-il au cours d'un entretien avec The Independent, en 2002. « Ils m’invitaient à leurs fêtes car ils savaient que je ne leur ferais pas de mal. J’étais l’un d’entre eux ». Le film d’Alfred Hitchcock, Fenêtre sur cour, dont le personnage principal est un photographe interprété par Jimmy Stewart, se déroule dans un appartement réputé être inspiré de celui d'Aarons.

## Ouvrages
- (en) Slim Aarons, A wonderful time : an intimate portrait of the good life, New York, Harper & Row, 1975, 250 p. (ISBN 978-0-06-010016-2 et 0060100168, OCLC 1220617, LCCN 2729909)
- (en) Slim Aarons, Slim Aarons : once upon a time, New York, H.N. Abrams, 2003, 238 p. (ISBN 978-0-8109-4603-3 et 0810946033)
- (en) Slim Aarons (préf. Christopher Sweet), Slim Aarons : a place in the sun, New York, Harry N. Abrams, Inc, 2005 (ISBN 0-8109-5935-6, LCCN 2005011470)